# Vila Fink
Vila Fink, nazývaná sanatorium Westend či sanatorium Fink, se nachází v ulici Krále Jiřího 1181/16 ve čtvrti Westend v Karlových Varech. Byla postavena v letech 1908–1909 ve stylu romantismu.

## Historie
Vilu si nechal postavit Franz Fink von Finkenheim, primář chirurgického oddělení karlovarské nemocnice. Zamýšlel ji využívat pro své soukromé sanatorium. Projekt vypracoval karlovarský architekt Alfred Bayer, který v téže době stavěl v sousedství vilu pro svoji rodinu. Stavba vily Fink probíhala v letech 1908–1909. Doktor Fink zde otevřel chirurgický léčebný ústav sanatorium Westend, později nazývaný sanatorium Fink.
V následujících letech byly provedeny menší stavební úpravy, které však ráz objektu nezměnily. Šlo o přístavbu arkýře a lodžie, zazdění otevřených lodžií či úpravu vstupního vestibulu.
Po druhé světové válce byl objekt znárodněn. V letech 1949–1953 byl ve vile umístěn internát větve porodních asistentek Vyšší školy sociálně zdravotní.
Od dubna 2005 proběhly ve vile stavební úpravy dle návrhu stavební a projekční kanceláře Jurica, a. s. Investorem byla společnost VDM Projekt s. r. o., úpravy realizovala firma Oblastní stavební a. s.
V roce 2014 byla vila zařazena do seznamu navrhovaných objektů k zápisu do Ústředního seznamu nemovitých kulturních památek na území MPZ Karlovy Vary.
V současnosti (únor 2021) je stavba evidována jako bytový dům v majetku společenství vlastníků jednotek.

## Popis
Vila stojí ve vilové čtvrti Westend v ulici Krále Jiřího 16, č. p. 1181. Má podobu romantického hrádku s mohutnou hranolovou věží na západním nároží. Stavba je doplněna množstvím věžiček, arkýřů, lodžií a cimbuřím. Z ulice Krále Jiřího se k vile vstupuje bránou s cimbuřím a dvěma postranními strážními věžičkami.